# Stenophrixothrix darlingtoni
Stenophrixothrix darlingtoni is een keversoort uit de familie Phengodidae. De wetenschappelijke naam van de soort is voor het eerst geldig gepubliceerd in 1976 door Wittmer.